# Troy H. Middleton
Troy Houston Middleton (* 12. Oktober 1889 in Hazelhurst, Mississippi; † 9. Oktober 1976 in Baton Rouge, Louisiana) war ein US-amerikanischer Generalleutnant (Lieutenant General) und angesehener Ausbilder des Heeres. Middleton diente als Korpskommandant in Europa während des Zweiten Weltkrieges und wurde nach Kriegsende ab 1950 Präsident der Louisiana State University (LSU). 

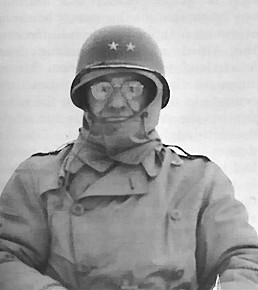
Generalmajor Troy H. Middleton während der deutschen Ardennenoffensive im Dezember 1944

Middleton gehörte ab 1912 der Armee der Vereinigten Staaten an und wurde 1918 zum Colonel befördert. Damit war er zu dieser Zeit der jüngste Offizier dieses Ranges in den American Expeditionary Forces (AEF). Während des Ersten Weltkriegs wurde Middleton für Tapferkeit in der Maas-Argonnen-Offensive die Distinguished Service Medal verliehen. 
Middleton wurde anschließend Ausbilder an der Infanterie-Schule in Fort Benning; dem Command and General Staff College, Fort Leavenworth, dem United States Army War College in Washington, D.C. und schließlich an der Louisiana State University. 1937 zog sich Middleton aus der Armee zurück, um ein Angebot als Dekan in der Universitätsleitung und später als Vizepräsident anzunehmen.
1942 wurde Middleton wieder in den aktiven Dienst einberufen und kommandierte die 45. Infanterie-Division, die er in Einsätzen im Zweiten Weltkrieg in Nordafrika, Sizilien (→ Operation Husky) und in den Schlachten um Salerno führte. Im Dezember 1943 bekam er das Kommando über das VIII. US-Korps übertragen, mit dem er nach der Landung in der Normandie im Juni 1944 eine bedeutende Rolle während der Operation Cobra und anschließend in der Schlacht um die Bretagne spielte.
Middletons herausragende Führungsqualität machte sich besonders in der Ardennenoffensive bemerkbar, bei der er weitsichtige Entscheidungen traf und sich damit eine große Anerkennung beim alliierten Oberkommando schuf.
Nach seiner aktiven Tätigkeit in der US-Armee nach Kriegsende wurde Middleton ab 1950 Präsident der LSU. Der Armee blieb er aber in vielen beratenden Funktionen treu. Middleton, der in Baton Rouge, Louisiana, wohnte, verstarb 1976.

## Auszeichnungen
Auswahl der Dekorationen, sortiert in Anlehnung der Order of Precedence of Military Awards:
- Army Distinguished Service Medal (2 ×)
- Silver Star
- Legion of Merit